# Dərvişlər
Dərvişlər è un comune dell'Azerbaigian situato nel distretto di Şərur.